# Bustillo de San Miguel
Bustillo de San Miguel es el nombre originario de la localidad actual llamada San Martín del Camino. 
La primera referencia a este lugar aparece en la carta de Behetría concedida por el obispo Diego de León en 1167
Esta carta se conserva en el Archivo Municipal de la capital leonesa. 
El lugar fue abandonado en el siglo XVII por causas no esclarecidas, quizás una epidemia.